# إيغور شابوفالوف
إيغور شابوفالوف (بالروسية: Игорь Шаповалов)‏ هو لاعب كرة قدم روسي في مركز الوسط، ولد في 5 فبراير 1985. لعب مع كريليا سوفيتوف سامارا.

## وصلات خارجية
- إيغور شابوفالوف على موقع قاعدة بيانات كرة القدم.إي يو (الإنجليزية)
- إيغور شابوفالوف على موقع Soccerway.com (الإنجليزية)